# 弗里曼角
66°9′S 132°6′E / 66.150°S 132.100°E
弗里曼角（英語：Freeman Point）是南極洲的海岬，位於威爾克斯地，處於弗里曼冰川以西，該海岬根據美國海軍拍攝的空中照片繪入地圖，現時由南極條約體系管理。